# Каза Сторини (Павија)
Каза Сторини је насеље у Италији у округу Павија, региону Ломбардија.
Према процени из 2011. у насељу је живело 37 становника. Насеље се налази на надморској висини од 70 м.